# Nuna asiilasooq
Nuna asiilasooq (danska: Et vældigt klippeland) är tillsammans  med Nunarput utoqqarsuanngoravit en av Grönlands två nationalsånger.
Den har använts officiellt sedan år 
1916 och sjöngs ursprungligen på samma melodi som den danska nationalsången Der er et yndigt land. Texten och den nuvarande melodin har skrivits av Jonathan Petersen.

Nuna Asiilasooq utsågs officiellt till Grönlands nationalsång år 1979. Grönlands landsting har diskuterat vid flera tilfällen vilken av de två nationalsångerna som skall användas och man föreslog till och med en folkomröstning om saken. Till slut enades man om att grönländarna själv fick bestämma vilken sång som skulle sjungas vid olika tillfällen.

## Texten

### Grönländsk text
Nuna asiilasooq 

kalaallit nunagaarput 

tamarmi qaqqartooq, tamarmi qaqqartooq 

kangerluppassuit sinaa 

nunassaqqissisippaat 

tamaat sineriaa 

qeqertat saangerpaat.
Nuannersoqaqaaq 

angallavigigaanni 

tamaat sineriak, tamaat sineriak 

avannamut kujammullu 

inunnik naapitsiffik 

nunaqarfinnillu 

uninngavissalik.
Qaqqaasa saavini 

kangerluillu paanni 

unipput inuii, unipput inuii 

Imartik pissaqarfigaat 

atorluakkaminnik; 

kalaallimmi pigaat 

soraajerlutik.

### Dansk text
Et vældigt klippeland

fik Grønlands folk i eje
med fjeld fra strand til strand.

Og ved de dybe fjordes vand

var godt at bo og bygge

og øers perlerække bandt

et bånd langs kystens rand.
Det er en lykke og en lyst

for dem der er på rejse

langs landets lange kyst,

at strejfe om fra syd til nord

og møde nye venner

hvor gæstfrihed og glæde stor

i lave hytter bor.
I høje fjeldes ly

hvor fjorden møder havet

de bygged bygd og by.

De levede med kunst og flid

af havets rige vande.

Fra nu og indtil evig tid

er det kalaallits land.